# Sémele (Händel)
Sémele (HWV 58, título original: Semele) es una ópera u oratorio del año 1744, en tres actos, con música de George Frideric Handel, basado en el mito clásico de Sémele, madre de Dionisos.

## Historia de la composición
A principios de los años 1740, los oratorios en el Theatre Royal, Covent Garden, fueron la principal actividad concertística de Georg Friedrich Händel en Londres. Sus oratorios bíblicos — Israel en Egipto (escrito en 1738), Messiah (1741), Samson (1743) entre ellos — tenían cierto parentesco con la tragedia griega, y no es sorprendente que decidiera adentrarse en el mundo del drama clásico. Cogió el libreto de William Congreve para la ópera de John Eccles Sémele (1707), escribiendo la música a lo largo del período de un mes (desde el 3 de junio al 4 de julio) en 1743. 
La obra naturalmente tomó la forma de una ópera. Pero Händel encontró un lugar para ella en la serie de conciertos de Cuaresma del Theatre Royal para el siguiente febrero: una forma de asegurar la primera representación de la obra y que le pagasen. Así que preparó Sémele para que se representase "en el estilo de un oratorio" — un lobo en piel de cordero. La decisión creó una identidad espuria para Sémele como una pieza de concierto, una defendida y "reclamada" por grupos corales. 
Que la obra es más una ópera que un oratorio es evidente en el libreto del dramaturgo Congreve, ampliado por Alexander Pope, y en la partitura. Como dice Harewood: 
" ... la música de Sémele están tan llena de variedad, el recitativo tan expresivo, la orquestación tan inventiva, la caracterización tan apta, el nivel de invención en general tan alto, la acción tal llena de situaciones creíbles e incidentes - en una palabra, la pieza en su conjunto es tan adecuada para la escena operística - que uno sólo puede suponer que su abandono ha sido debido a un acto de abnegación por parte de las compañías de ópera."

## Historia de las representaciones

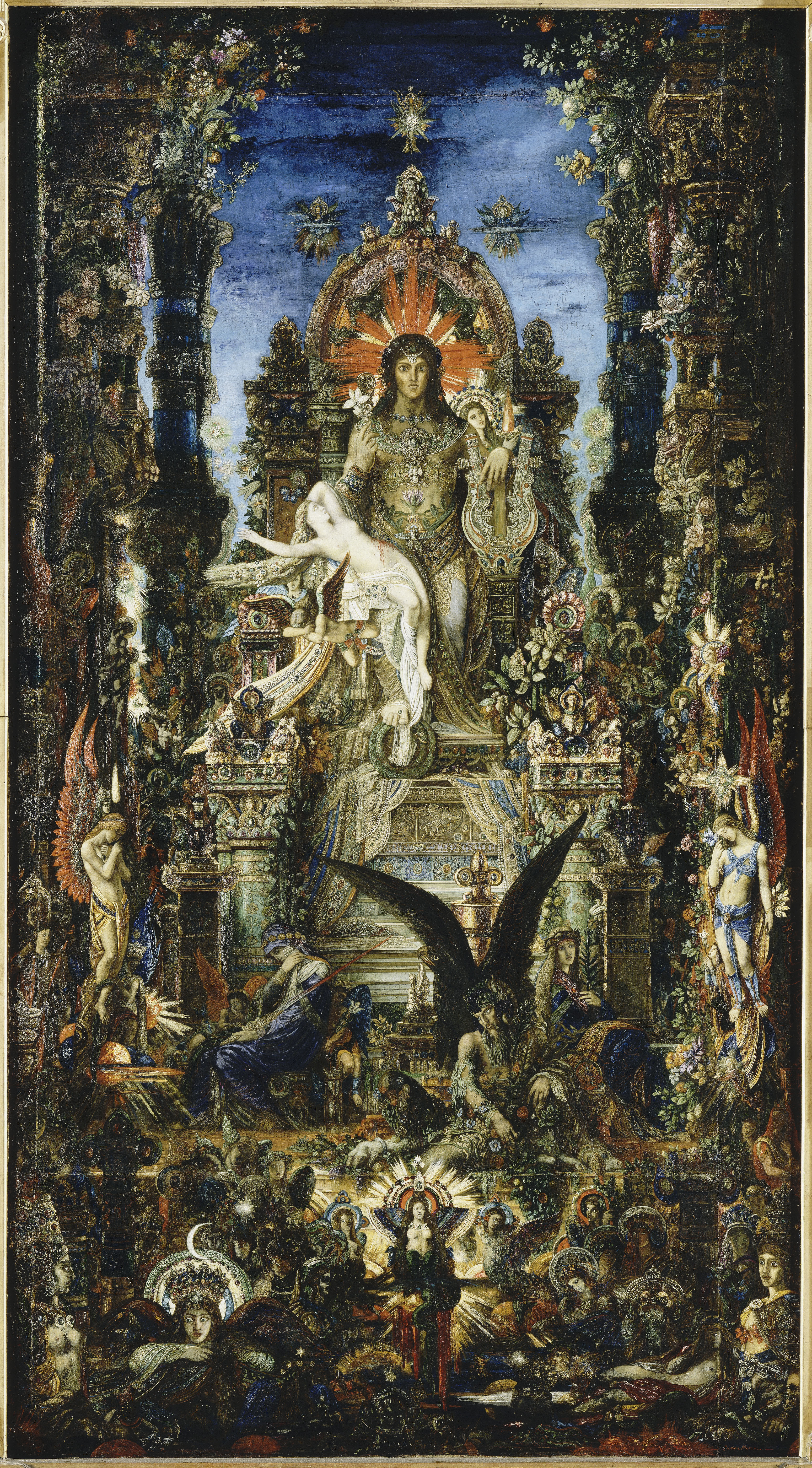
Júpiter y Sémele, pintura del artista simbolista francés Gustave Moreau (1826–1898).

La obra se estrenó el 10 de febrero de 1744 en el Theatre Royal, Covent Garden, Londres. Sin embargo, el camuflaje de Händel fracasó. El público para la serie de conciertos, que se celebraban anualmente en época de Cuaresma en el Theatre Royal, Covent Garden de Londres, esperaban un tema basado en la Biblia. La mayor parte de los oratorios, incluidos la mayoría de los de Händel, hubiesen cumplido sus expectativas. Pero el tema amoroso de Sémele, que es prácticamente una creación del período de la Restauración tardío, era obvio que bebía de los mitos griegos, no de las leyes hebreas. Desagradó a quienes acudían a la temporada de Cuaresma por una forma diferente de elevación del ánimo, y, siendo en inglés, del mismo modo disgustó a los defensores de la verdadera ópera italiana. Como Winton Dean sugiere en su libro Handel’s Dramatic Oratorios:
"El público [en 1744] encontró el tono [de Sémele] demasiado próximo al de la desacreditada ópera italiana y lo consideraron un oratorio manqué; donde esperaban sano pan de Cuaresma, recibieron una piedra brillante extraída de las ruinas de la mitología griega."
Como resultado de ello, sólo hubo cuatro representaciones. El elenco del 10 de febrero de 1744 incluyó a Elisabeth Duparc (‘La Francesina’) en el rol titular, Esther Young como Juno (e Ino), y John Beard como Júpiter. Henry Reinhold cantó los papeles de bajo. Händel parece haber intercambiado parte de la música entre los cantantes.
Complaciendo a sus críticos, Händel improvisó otras dos interpretaciones, en diciembre de 1744, en el King’s Theatre de Londres. Se hicieron cambios y adiciones, incluyendo arias entremezcladas en italiano (para el público de la ópera) y la supresión de versos sexualmente explícitos (para los devotos). Entonces Sémele, quizá inadecuadamente relacionada con el espíritu de la época, cayó en un largo olvido.

### Reposiciones modernas
La Sémele de Händel tuvo su primera representación escénica en Cambridge, Inglaterra, en 1925 y su estreno en la escena londinense en 1954. Se produjo en cuatro ocasiones por la Handel Opera Society bajo Charles Farncombe (1959, 1961, 1964 y 1975), entró en el repertorio de la Ópera Nacional Inglesa (entonces Ópera de Sadler’s Wells) en 1970, y regresó — después de una espera de 238 años — a la Royal Opera House en 1982, dirigida en las dos últimas ocasiones por Charles Mackerras. El estreno estadounidense tuvo lugar en el Ravinia Festival, cerca de Chicago, en 1959. Sémele fue interpretada de nuevo en Washington, D. C., en 1980, y en el Carnegie Hall de Nueva York, con Kathleen Battle en el rol titular y John Nelson dirigiendo, en 1985. 
Esta ópera se representa poco; en las estadísticas de Operabase aparece la n.º 173 de las óperas representadas en 2005-2010, siendo la 17.ª en el Reino Unido y la octava de Händel, con 18 representaciones en el período.
En 2004 una producción escénica dirigida por David McVicar, y dirección musical de Marc Minkowski se produjo en Le Théâtre des Champs-Élysées en París. Esta producción se repitió en 2010 con el director Christophe Rousset.
Una nueva producción se estrenó en la New York City Opera el 13 de septiembre de 2006, dirigida por Stephen Lawless y que contenía diversas referencias metafóricas a Marilyn Monroe, los presidentes estadounidenses John F. Kennedy y Bill Clinton, y Jacqueline Kennedy. Elizabeth Futral cantó Sémele, Vivica Genaux interpretó a Juno (e Ino), y Robert Breault cantó el papel de Júpiter.

## Personajes
| Personajes                                                                        | Tesitura     | Elenco del estreno, 10 de febrero de 1744 (Director: Georg Friedrich Handel) |
| --------------------------------------------------------------------------------- | ------------ | ---------------------------------------------------------------------------- |
| Júpiter                                                                           | tenor        | John Beard                                                                   |
| Cadmo, rey de Tebas                                                               | bajo         | Henry Reinhold                                                               |
| Sémele, hija de Cadmo, amada y enamorada de Júpiter                               | soprano      | Élisabeth Duparc ("La Francesina")                                           |
| Atamante, un príncipe de Beocia, enamorado de Sémele, con la que pretende casarse | alto         | Daniel Sullivan                                                              |
| Ino, hermana de Sémele, enamorada de Atamante                                     | mezzosoprano | Esther Young                                                                 |
| Somnus                                                                            | bajo         | Henry Reinhold                                                               |
| Apolo                                                                             | tenor        | John Beard                                                                   |
| Juno                                                                              | mezzosoprano | Esther Young                                                                 |
| Iris                                                                              | soprano      | Christina Maria Avoglio                                                      |
| Sumo Sacerdote                                                                    | bajo         | Henry Reinhold                                                               |
| Coro de sacerdotes, augures, amantes, céfiros, ninfas, zagales y sirvientes       |              |                                                                              |

## Arias
- "Hymen, haste, thy torch prepare!" (Acto 1, Atamante)
- "Oh Jove, in pity teach me which to choose" (Acto 1, Sémele)
- "The morning lark to mine accords his note" (Acto 1, Sémele)
- "Hence, hence, Iris hence away!" (Acto 2, Juno)
- "Oh sleep, why dost thou leave me?" (Acto 2, Sémele)
- "Where'er you walk" (Acto 2, Júpiter)
- "Leave me, loathsome light" (Acto 3, Somnus)
- "More sweet is that name"  (Acto 3, Somnus)
- "Myself I shall adore" (Acto 3, Sémele)
- "I am ever granting, you always complain" (Acto 3, Sémele)
- "No, no, I’ll take no less" (Acto 3, Sémele)
- "Above measure is the pleasure" (Acto 3, Juno)
- "Despair no more shall wound me" (Acto 3, Atamante)

## Grabaciones
- Johannes Somary, dirigiendo a la Orquesta de Cámara Inglesa, con Sheila Armstrong (Semele), Helen Watts (Juno) y Robert Tear (Júpiter). Cantan papeles secundarios Felicity Palmer, Mark Deller, y Justino Díaz. Vanguard Classics, 1973.
- John Eliot Gardiner, dirigiendo a los Solistas Barrocos Ingleses y el Coro Monteverdi, con Norma Burrowes (Semele), Della Jones (Juno) y Anthony Rolfe Johnson (Júpiter). Erato Disques, 1983.
- John Nelson, dirigiendo a la Orquesta de San Lucas, grabación en vivo en el Carnegie Hall, Nueva York, con Kathleen Battle, Marilyn Horne, Rockwell Blake, Jeffrey Gall. Legendary Recordings. Sonido pobre, pero algunos críticos la han encontrado más interesante que la grabación de estudio.
- John Nelson, dirigiendo a la Orquesta de Cámara Inglesa, con la soprano Kathleen Battle (Semele), la mezzosoprano Marilyn Horne (Ino/Juno, y el tenor John Aler (el dios Júpiter. Cantan papeles menores Sylvia McNair (soprano, Iris), Michael Chance (contratenor, Athamas) y Samuel Ramey (bajo, el dios del Sueño). Deutsche Grammophon 435 7822 6, grabado en Londres en 1990 y lanzado en 1993. (Esta es la grabación de referencia, según ClassicsToday.) Archivado el 16 de julio de 2011 en Wayback Machine.
- Anthony Walker, dirigiendo al Sirius Ensemble, con el coro Cantillation y la soprano Anna Ryberg (Semele), la mezzosoprano Sally-Anne Russell (Juno/Ino) y el tenor Angus Wood (Júpiter). Cantan papeles secundarios las sopranos Belinda Montgomery y Shelli Gilhome, el contratenor Tobias Cole, y el bajo Stephen Bennett. Grabado en vivo en Sídney, Australia en diciembre de 2002. ABC Classics 980047-0.
- Maestro Alberto Correa Cadavid, ciudad de Medellín, Antioquia Colombia. Orquesta Filarmónica de Medellín. Coro Estudio Polifónico de Medellín, Teatro Metropolitano de Medellín. año 2013.